# Spencer Johnson
Spencer Johnson (24 tháng 11 năm 1938 - 3 tháng 7 năm 2017) là một nhà văn và là tiến sĩ tâm lý học người Mỹ, ông là một trong những tác giả nổi tiếng nhất với các tác phẩm khám phá cuộc sống và cách sống được hàng triệu độc giả trên toàn thế giới yêu thích, hâm mộ. Ông đã giúp hàng triệu độc giả khám phá ra làm thế nào họ có thể tận hưởng cuộc sống tốt hơn bằng cách sử dụng thật đơn giản mà dẫn đến thực hiện và thành công tại nơi làm việc và ở nhà.
Những tác phẩm của ông được biết đến là những cuốn sách nhỏ đầy ý tưởng độc đáo đã và đang thuộc hàng bestselling do Thời báo Nữu Ước bình chọn như: "Quà tặng diệu kỳ", "Có nên hay không - Những quyết định thay đổi cuộc sống", "Phút nhìn lại mình", "Phút dành cho cha", "Phút dành cho mẹ", "Phút dành cho thầy", "Ai lấy miếng pho mát của tôi"...
Các tác phẩm độc đáo của ông đã mang lại cho độc giả mọi lứa tuổi những khám phá mới, thú vị và rất hữu ích về cách sống, cách hoàn thiện bản thân. Bằng những chân lý giản dị nhưng rất mới mẻ và thực tế, chúng hướng bạn đến thành công và hạnh phúc trong cuộc sống.

## Tiểu sử
Spencer Johnson, sinh ra tại Mitchell, Nam Dakota thuộc Hoa Kỳ. Ông tốt nghiệp trường trung học Notre Dame, Sherman Oaks, California, vào năm 1957. 
Vào năm 1963, ông nhận được chứng chỉ cử nhân Khoa Tâm lý học của trường Đại học Nam Califonia. Sau đó, ông tiếp tục theo học ngành y tại Đại học Y khoa Hoàng gia ở Ireland, ở đây ông đã được nhận bằng tiến sĩ. Ông tiếp tục nghiên cứu tại bệnh viện Mayo và Đại học Y khoa Harvard.
Ông đã từng là Giám đốc Truyền thông cho Medtronic – một công ty đồng phát minh thiết bị điều hòa nhịp tim, đồng thời là nhà nghiên cứu tâm lý tại Viện Nghiên cứu Tổng hợp và là Chuyên viên tư vấn Trung tâm nghiên cứu Nhân học.
Hiện nay, ông đang là Ủy viên Hội đồng tại Trường Đại học Harvard và ông đang sống ở Hawaii và New Hampshire.
Ông qua đời tại San Diego vào ngày 3 tháng 7 năm 2017, hưởng thọ 78 tuổi.

## Những tác phẩm nổi tiếng
Ông đã viết và xuất bản nhiều tác phẩm Những tác phẩm của ông được độc giả trên toàn thế giới yêu thích và vận dụng thành công vào cuộc sống thực tế của mình, những tác phẩm này đã và đang trở thành kim chỉ nam tư duy sống của nhiều thế hệ.
Đó là một loạt những cuốn sách được xếp vào hàng bán chạy nhất thế giới như: 
- "Yes or "No": Có nên hay không - Những Quyết Định Thay Đổi Cuộc Sống, bí quyết giúp bạn đưa ra những quyết định làm thay đổi cuộc sống để hạnh phúc và thành công hơn (1992). Sau đó, cuốn sách này đã được dịch sang nhiều ngôn ngữ bao gồm tiếng Tây Ban Nha, Hàn Quốc và Đức.
- "Who Moved My Cheese? - An Way A Mazing": Ai lấy mất miếng Phomát của tôi (1998). Cuốn sách này đã được nằm trong danh sách những cuốn sách bán chạy nhất của tờ Thời báo Nữu Ước bình chọn.
- "The Precious Present": Món quà vô giá (1984)
- "The Present": Quà tặng diệu kỳ - Bí mật đưa bạn đến hạnh phúc và thành công.
- "One Minute for Yourself": Phút nhìn lại mình.
- "The One Minute Father": Phút dành cho cha.
- "The One Minute Mother": Phút dành cho mẹ.
- "The One Minute Teacher": Phút dành cho thầy.
- Ông là đồng tác giả với nhà văn Kenneth Blanchard trong cuốn "The One Minute Manager": Vị giám đốc một phút.

Các cuốn sách của ông đã được dịch sang 26 ngôn ngữ trên thế giới.
Những tác phẩm nổi tiếng của ông đã chiếm được sự chú ý của các phương tiện truyền thông lớn, trong đó được các cơ quan thông tấn hàng đầu như CNN, ABC, NBC, BBC, Tạp chí Thời đại, Thời báo Nữu Ước, USA Today, Today Show, Wall Street Journal, Fortune, Business Week, Reader's Digest, Associated Press và United Press International. Hiệp hội Báo chí Quốc tế đánh giá những tác phẩm này như là những "liều thuốc tinh thần" cho con người trong cuộc sống hiện đại.
Các tác phẩm của Spencer Johnson được đưa vào thảo luận, giảng dạy về nhân văn, cách sống và quản trị kinh doanh ở nhiều chương trình đại học và sau đại học, đó là câu chuyện của vô tận, sự thật đơn giản đã thay đổi công việc và cuộc sống của hàng triệu độc giả trên khắp thế giới.
Thú vị, tinh tế và đầy ý nghĩa. Đó là những gì mà tác phẩm của ông để lại trong lòng người đọc. Chúng chứa đựng những câu chuyện thực tế, những bài học đi thẳng đến trái tim, làm bừng tỉnh tâm hồn, nhận thức, chỉ ra các giải pháp đơn giản, tối ưu cho những vấn đề phức tạp mà chúng ta đang phải đối mặt trong cuộc sống hiện tại. Các giá trị ấy mang tính triết lý sống sâu sắc và mãi tồn tại với thời gian.

## Ở Việt Nam
Tại Việt Nam, những tác phẩm của ông đã được đến với đông đảo công chúng. Công ty First New – Trí Việt đã mua được bản quyền xuất bản theo hợp đồng chuyển giao bản quyền với các đối tác như: Tập đoàn xuất bản Doublelay Broadway một chi nhánh của Random House Inc, Hoa Kỳ; William Morrow, chi nhánh của Nhà xuất bản HaperColins Publisher Inc, Hoa Kỳ và Marganet McBride Literary Agency, Hoa Kỳ theo đó Công ty này đã giành độc quyền biên tập và phát hành ấn bản Tiếng Việt. Những tác phẩm này được xuất bản bởi Nhà xuất bản Tổng hợp Thành phố Hồ Chí Minh và đã có mặt trên thị trường.

## Phương ngôn
- "Look at what happened in the past, learn something valuable from it, use what you learn toimprove the present." Spencer Johnson

Tạm dịch: 
"Hãy nhìn vào những gì đã xảy ra trong quá khứ, hãy học những giá trị từ nó, và sử dụng những gì bạn học để cải thiện hiện tại".